# Deutsch Ferenc József
Deutsch Ferenc József, 1860-tól Tanfi Ferenc (Aszód, 1808. – Arad, 1877.) orvos
1833-ben végzett a pesti egyetemen, majd Temesváron dolgozott. 1855–1860 között Arad vármegye tiszti főorvosa volt. 1860-ban nevét Tanfira változtatta.
- Buziás. A magyar orvosok és természetvizsgálók negyedik nagygyűlésének emlékeül. Temesvár, 1843.
- Buziás leírása és a buziási ásványvizek hatásáról s használati módjáról. (M. Orvosok és Természettudósok Munkálataiban (IV. Pest, 1844.)
- Heilquellenkarte von Ungarn mit einer übersichtlichen Zusammenstellung der bisher bekannten chemischen Analysen ungarischer Mineralwässer. Uo. 1847. (Ism. Természetbarát 1847.)
- Magyarország ásványvizeinek térképe. Uo. 1849.